# Сквоміш
Сквоміш (англ. Squamish) — окружний муніципалітет в Канаді, у провінції Британська Колумбія, у складі регіонального округу Сквоміш-Лілует.

## Населення
За даними перепису 2016 року, окружний муніципалітет нараховував 19512 осіб, показавши зростання на 13,7%, порівняно з 2011-м роком. Середня густина населення становила 186,1 осіб/км².
З офіційних мов обидвома одночасно володіли 2 380 жителів, тільки англійською — 16 820, тільки французькою — 5, а 210 — жодною з них. Усього 2845 осіб вважали рідною мовою не одну з офіційних, з них 10 — одну з корінних мов, а 15 — українську.
Працездатне населення становило 76,4% усього населення, рівень безробіття — 5,4% (6% серед чоловіків та 4,8% серед жінок). 83,1% осіб були найманими працівниками, а 16,3% — самозайнятими.
Середній дохід на особу становив $48 654 (медіана $40 119), при цьому для чоловіків — $57 278, а для жінок $39 811 (медіани — $48 634 та $33 328 відповідно).
25,9% мешканців мали закінчену шкільну освіту, не мали закінченої шкільної освіти — 12%, 62,1% мали післяшкільну освіту, з яких 44,3% мали диплом бакалавра, або вищий, 125 осіб мали вчений ступінь.
| Статево-вікова структура населення | Статево-вікова структура населення | Статево-вікова структура населення | Статево-вікова структура населення | Статево-вікова структура населення |
| ---------------------------------- | ---------------------------------- | ---------------------------------- | ---------------------------------- | ---------------------------------- |
|                                    |                                    |                                    |                                    |                                    |
| Всього                             | Всього                             | 50,6%49,4%                         |                                    |                                    |
| 0 — 14 років                       | 0 — 14 років                       |                                    | 19,8%                              | 19,8%                              |
| 15 — 64 років                      | 15 — 64 років                      |                                    | 69,1%                              | 69,1%                              |
| 65 і більше                        | 65 і більше                        |                                    | 11,1%                              | 11,1%                              |
| 85 і більше                        | 85 і більше                        |                                    | 1,3%                               | 1,3%                               |
| 100 і більше                       | 100 і більше                       |                                    | 0,1%                               | 0,1%                               |
| Середній вік (років)               | Середній вік (років)               | 37,137,8                           | 37,5                               | 37,5                               |
| Медіана (років)                    | Медіана (років)                    | 37,737,9                           | 37,8                               | 37,8                               |
| — чоловіки — жінки                 |                                    |                                    |                                    |                                    |

| Походження мешканців:     | Походження мешканців:     | Походження мешканців: | Походження мешканців: | Походження мешканців: |
| ------------------------- | ------------------------- | --------------------- | --------------------- | --------------------- |
| Походження                |                           |                       | осіб                  | %                     |
| Корінні американці        | Корінні американці        |                       | 1 230                 | 6.44%                 |
| Інше північноамериканське | Інше північноамериканське |                       | 5 050                 | 26.43%                |
| Європейське               | Європейське               |                       | 14 970                | 78.34%                |
| британське                | британське                |                       | 11 100                | 58.08%                |
| французьке                | французьке                |                       | 2 270                 | 11.88%                |
| українське                | українське                |                       | 1 030                 | 5.39%                 |
| Латинськоамериканське     | Латинськоамериканське     |                       | 270                   | 1.41%                 |
| Карибське                 | Карибське                 |                       | 85                    | 0.44%                 |
| Африканське               | Африканське               |                       | 235                   | 1.23%                 |
| Азійське                  | Азійське                  |                       | 2 765                 | 14.47%                |
| Океанійське               | Океанійське               |                       | 250                   | 1.31%                 |

| Зайнятість населення за галузями (за класифікацією NOC): | Зайнятість населення за галузями (за класифікацією NOC): | Зайнятість населення за галузями (за класифікацією NOC): | Зайнятість населення за галузями (за класифікацією NOC): | Зайнятість населення за галузями (за класифікацією NOC): |
| -------------------------------------------------------- | -------------------------------------------------------- | -------------------------------------------------------- | -------------------------------------------------------- | -------------------------------------------------------- |
|                                                          |                                                          |                                                          |                                                          |                                                          |
| Управління                                               | Управління                                               |                                                          | 11,9%                                                    | 11,9%                                                    |
| Бізнес, фінанси та адміністрування                       | Бізнес, фінанси та адміністрування                       |                                                          | 12%                                                      | 12%                                                      |
| Природничі та прикладні науки                            | Природничі та прикладні науки                            |                                                          | 7%                                                       | 7%                                                       |
| Охорона здоров'я                                         | Охорона здоров'я                                         |                                                          | 7,7%                                                     | 7,7%                                                     |
| Освіта, правозахист, муніципальні та урядові служби      | Освіта, правозахист, муніципальні та урядові служби      |                                                          | 10,3%                                                    | 10,3%                                                    |
| Мистецтво, культура, відпочинок та спорт                 | Мистецтво, культура, відпочинок та спорт                 |                                                          | 5,3%                                                     | 5,3%                                                     |
| Роздрібна торгівля та послуги                            | Роздрібна торгівля та послуги                            |                                                          | 24,7%                                                    | 24,7%                                                    |
| Гуртова торгівля, транспорт та обладнання                | Гуртова торгівля, транспорт та обладнання                |                                                          | 17,4%                                                    | 17,4%                                                    |
| Природні ресурси, сільське господарство                  | Природні ресурси, сільське господарство                  |                                                          | 2,2%                                                     | 2,2%                                                     |
| Виробництво                                              | Виробництво                                              |                                                          | 1,6%                                                     | 1,6%                                                     |

## Клімат
Середня річна температура становить 8,5°C, середня максимальна – 19,3°C, а середня мінімальна – -3,3°C. Середня річна кількість опадів – 2 534 мм.
| Клімат поселення                              | Клімат поселення | Клімат поселення | Клімат поселення | Клімат поселення | Клімат поселення | Клімат поселення | Клімат поселення | Клімат поселення | Клімат поселення | Клімат поселення | Клімат поселення | Клімат поселення | Клімат поселення |
| Показник                                      | Січ.             | Лют.             | Бер.             | Квіт.            | Трав.            | Черв.            | Лип.             | Серп.            | Вер.             | Жовт.            | Лист.            | Груд.            |                  |
| Середній максимум, °C                         | 5,70             | 7,28             | 9,46             | 12,06            | 15,30            | 17,98            | 18,72            | 19,28            | 16,45            | 12,25            | 7,31             | 4,15             |                  |
| Середня температура, °C                       | 1,19             | 2,76             | 4,95             | 7,53             | 10,78            | 13,46            | 15,92            | 16,48            | 13,65            | 9,43             | 4,48             | 1,35             |                  |
| Середній мінімум, °C                          | −3,33            | −1,76            | 0,44             | 3,03             | 6,26             | 8,94             | 13,11            | 13,66            | 10,85            | 6,64             | 1,69             | −1,46            |                  |
| Норма опадів, мм                              | 374              | 232              | 237              | 172              | 131              | 97               | 66               | 70               | 91               | 292              | 440              | 332              |                  |
| Середньомісячна швидкість вітру, м/с          | 3.06             | 3.02             | 3.04             | 2.91             | 2.79             | 2.79             | 2.68             | 2.48             | 2.33             | 2.57             | 3.08             | 3.14             |                  |
| Середньомісячна сонячна радіація, кДж/м²·день | 3050             | 5963             | 9984             | 15036            | 18779            | 20162            | 21300            | 18192            | 12970            | 7038             | 3443             | 2398             |                  |
| --------------------------------------------- | ---------------- | ---------------- | ---------------- | ---------------- | ---------------- | ---------------- | ---------------- | ---------------- | ---------------- | ---------------- | ---------------- | ---------------- | ---------------- |
| Джерело:                                      |                  |                  |                  |                  |                  |                  |                  |                  |                  |                  |                  |                  |                  |